# Orgnac-l'Aven

Orgnac-l'Aven este o comună în departamentul Ardèche din sud-estul Franței. În 1 ianuarie 2022 avea o populație de 566 de locuitori.